# Tailly (Somme)
Tailly ist eine nordfranzösische Gemeinde mit 57 Einwohnern (Stand 1. Januar 2022) im Département Somme in der Region Hauts-de-France. Die Gemeinde liegt im Arrondissement Amiens, ist Teil der Communauté de communes Somme Sud-Ouest und gehört zum Kanton Ailly-sur-Somme.

## Geographie
Tailly liegt an der früheren Route nationale 1 unmittelbar nördlich von Warlus und rund 4,5 Kilometer südlich von Airaines. Das Schloss liegt rund 500 m westlich vom Ort. Zu Tailly gehört der Weiler L’Arbre-à-Mouches.

## Geschichte
In Tailly, dessen Name sich vom lateinischen Tilia (Linde) ableiten soll, wurden Spuren gallischer Besiedlung gefunden. Die Herrschaft von Tailly war von Aumale abhängig.
Das Schloss war im 20. Jahrhundert im Besitz des im benachbarten Belloy-Saint-Léonard geborenen Generalmajors Jacques-Philippe Leclerc de Hauteclocque (1902–1947), der hier gerne zur Jagd weilte.

## Einwohner
| 1962 | 1968 | 1975 | 1982 | 1990 | 1999 | 2006 | 2011 |
| ---- | ---- | ---- | ---- | ---- | ---- | ---- | ---- |
| 62   | 73   | 60   | 51   | 72   | 64   | 63   | 60   |

## Verwaltung
Bürgermeister (maire) ist seit 2008 Sylviane Calippe.

## Sehenswürdigkeiten
- Kirche Saint-Martin aus dem 18. Jahrhundert
- ab 1730 errichtetes Schloss Tailly-l’Arbre-aux-Mouches, 1995 als Monument historique eingetragen (Base Mérimée PA00135580) mit Park und Ausstellung zur Erinnerung an Leclerc und die Befreiung Frankreichs